# Copris poggii
Copris poggii är en skalbaggsart som beskrevs av Teruo Ochi och Masahiro Kon 2005. Copris poggii ingår i släktet Copris och familjen bladhorningar. Inga underarter finns listade i Catalogue of Life.